# Liste der Biografien/Schmid, J
Liste der Biografien |
Portal Biografien |
J Personensuche
# |
A |
B |
C |
D |
E |
F |
G |
H |
I |
J |
K |
L |
M |
N |
O |
P |
Q |
R |
S |
T |
U |
V |
W |
X |
Y |
Z |
?
 
Sa |
Sb |
Sc |
Sd |
Se |
Sf |
Sg |
Sh |
Si |
Sj |
Sk |
Sl |
Sm |
Sn |
So |
Sp |
Sq |
Sr |
Ss |
St |
Su |
Sv |
Sw |
Sy |
Sz
 
Sca–Sce |
Sch |
Sci–Scz
 
Scha |
Schc |
Schd |
Sche |
Schg |
Schi |
Schj |
Schk |
Schl |
Schm |
Schn |
Scho |
Schp |
Schr |
Schs |
Scht |
Schu |
Schv |
Schw |
Schy
 
Schma |
Schme |
Schmi |
Schmo |
Schmu |
Schmy
 
Schmic |
Schmid |
Schmie |
Schmig |
Schmik |
Schmil |
Schmin |
Schmir |
Schmis |
Schmit
 
Schmida |
Schmidb |
Schmide |
Schmidf |
Schmidg |
Schmidh |
Schmidi |
Schmidj |
Schmidk |
Schmidl |
Schmidm |
Schmidp |
Schmidr |
Schmids |
Schmidt |
Schmid, A |
Schmid, B |
Schmid, C |
Schmid, D |
Schmid, E |
Schmid, F |
Schmid, G |
Schmid, H |
Schmid, I |
Schmid, J |
Schmid, K |
Schmid, L |
Schmid, M |
Schmid, N |
Schmid, O |
Schmid, P |
Schmid, R |
Schmid, S |
Schmid, T |
Schmid, U |
Schmid, V |
Schmid, W |
Schmid, Y
Die Liste der Biografien führt alle Personen auf, die in der deutschsprachigen Wikipedia einen Artikel haben. Dieses ist eine Teilliste mit 58 Einträgen von Personen, deren Namen mit den Buchstaben „Schmid, J“ beginnt.

## Schmid, J

### Schmid, Ja
- Schmid, Jacob Friedrich (1777–1824), deutscher Bankier in Augsburg
- Schmid, Jacob Friedrich Benedict (1807–1853), deutscher Bankier in Augsburg
- Schmid, Jacques (1882–1960), Schweizer Politiker
- Schmid, Jakob (1862–1918), Schweizer Chemiker und Manager
- Schmid, Jakob (1886–1964), Pedell der Ludwig-Maximilians-Universität München, stellte die Geschwister Hans und Sophie Scholl
- Schmid, Jakob (1886–1957), deutscher Kommunalpolitiker (SPD) und Gewerkschaftler
- Schmid, Jan (* 1983), norwegisch-schweizerischer Nordischer Kombinierer

### Schmid, Je
- Schmid, Jeannette (* 1958), deutsche Psychologin, Hochschullehrerin und Autorin

### Schmid, Jo
- Schmid, Joachim (* 1955), deutscher Künstler, Fotograf und Autor von Künstlerbüchern
- Schmid, Johann (1649–1731), deutscher Rhetoriker und lutherischer Theologe
- Schmid, Johann (1850–1931), Schweizer Politiker
- Schmid, Johann Andreas († 1749), deutscher Fechtmeister
- Schmid, Johann Carl Ludwig (1780–1849), deutscher Architekt und preußischer Baubeamter
- Schmid, Johann Christian (1715–1788), deutscher kursächsischer Bergkommissionsrat und Bergvogt in Thüringen
- Schmid, Johann Christoph von (1756–1827), deutscher Theologe
- Schmid, Johann Claussen (1811–1881), deutscher Orgelbauer
- Schmid, Johann Evangelist (1758–1804), deutscher Orgelbauer
- Schmid, Johann Friedrich (1729–1811), deutscher evangelischer Theologe
- Schmid, Johann Friedrich (1795–1841), Politiker Freie Stadt Frankfurt
- Schmid, Johann Friedrich (1850–1916), Schweizer Mediziner, Direktor des Schweizerischen Gesundheitsamtes
- Schmid, Johann Jakob (1671–1743), württembergischer evangelischer Pfarrer
- Schmid, Johann Martin (1847–1923), deutscher Orgelbauer
- Schmid, Johann Michael († 1792), deutscher Komponist und Kapellmeister böhmischer Herkunft
- Schmid, Johann Wilhelm (1744–1798), deutscher evangelischer Theologe
- Schmid, Johanna Elisabeth (* 1967), deutsche römisch-katholische Theologin und Hochschullehrerin für Kirchengeschichte
- Schmid, Johannes (1758–1822), Schweizer Landeshauptmann und Landammann
- Schmid, Johannes (1842–1923), deutscher Apotheker
- Schmid, Johannes (* 1973), deutscher Regisseur, Drehbuchautor und Filmproduzent
- Schmid, Johannes Ferdinand (1850–1912), deutscher Verwaltungsjurist und Kommunalpolitiker
- Schmid, Jonas (* 1992), deutscher Telemarker
- Schmid, Jonathan (1888–1945), deutscher Politiker (NSDAP) und Innenminister von Württemberg
- Schmid, Jonathan (* 1990), französischer FußballspielerJonathan Schmid (* 1990)

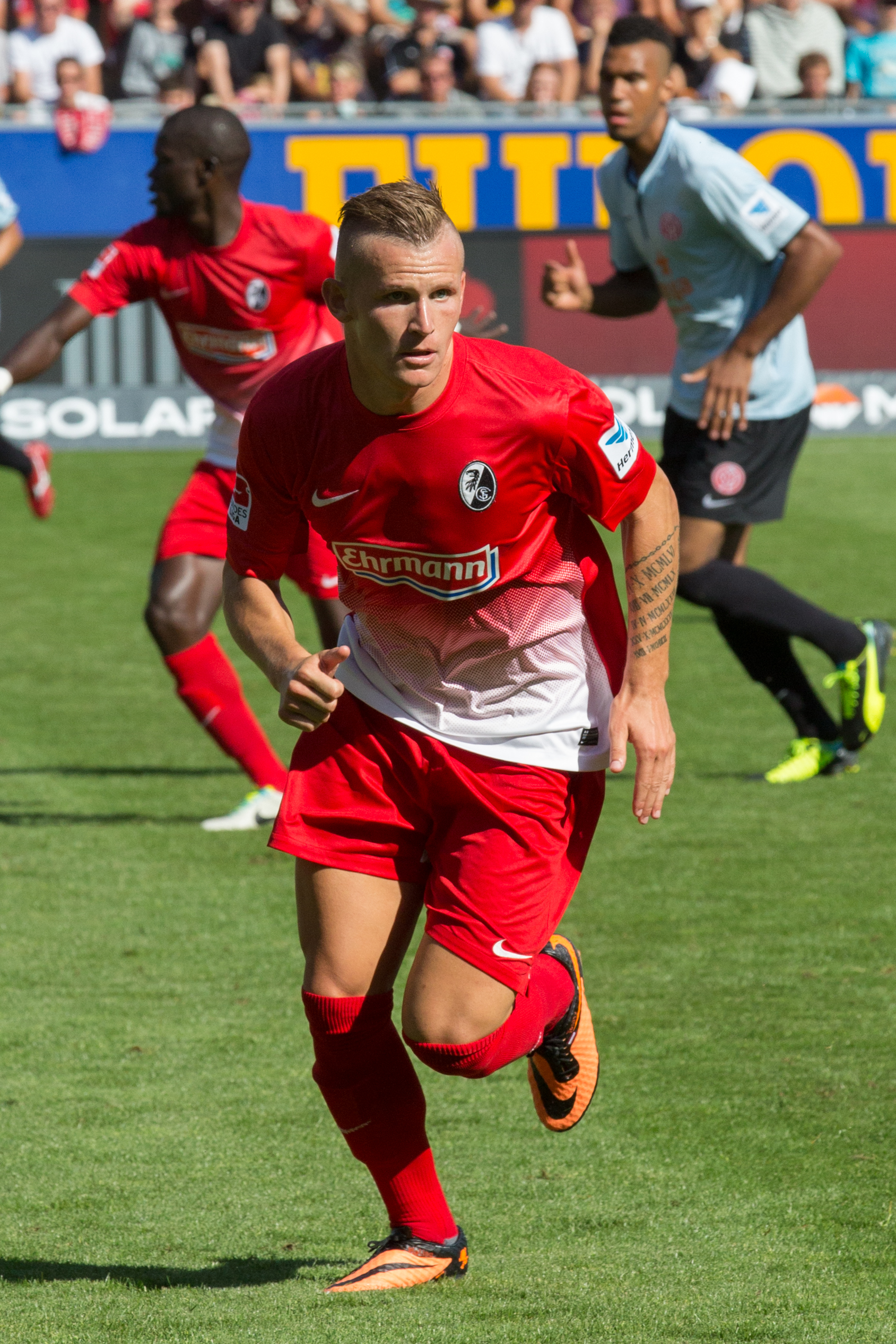
Jonathan Schmid (* 1990)

- Schmid, Jörg (* 1959), Schweizer Rechtswissenschaftler
- Schmid, Josef (1868–1945), deutscher Organist, Chorleiter und Komponist
- Schmid, Josef (1893–1975), deutscher Theologe und Hochschullehrer
- Schmid, Josef (1898–1978), deutscher Geograph
- Schmid, Josef (1901–1956), deutscher Offizier, zuletzt Generalleutnant der Luftwaffe im Zweiten Weltkrieg
- Schmid, Josef (1925–2013), österreichischer Mathematiker
- Schmid, Josef (1937–2018), österreichischer Soziologe
- Schmid, Josef (* 1953), deutscher Mittelstreckenläufer
- Schmid, Josef (* 1956), deutscher Politikwissenschaftler, Politikberater und Hochschullehrer
- Schmid, Josef (* 1969), deutscher Wirtschaftsjurist und zweiter Bürgermeister Münchens (CSU)Josef Schmid (* 1969)

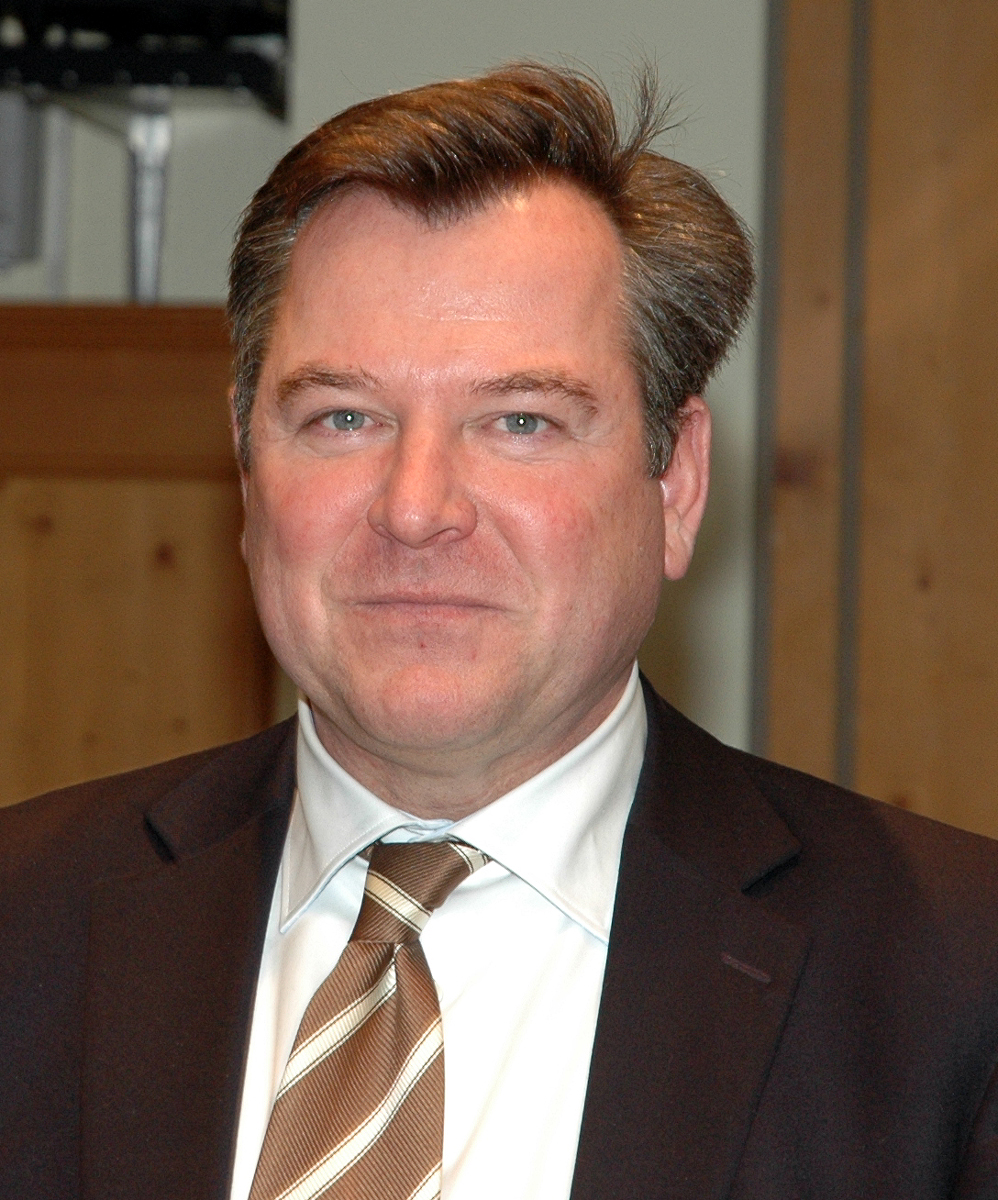
Josef Schmid (* 1969)

- Schmid, Josef A. (* 1951), deutscher Automobilmanager
- Schmid, Josef Johannes (* 1966), deutscher Historiker
- Schmid, Josef Leonhard (1822–1912), deutscher Puppenspieler, Gründer des Münchner Marionettentheaters
- Schmid, Josef Leonz junior (1854–1913), Schweizer Politiker (katholisch-konservativ)
- Schmid, Josef Leonz senior (1810–1880), Schweizer Politiker
- Schmid, Joseph (1500–1555), deutscher Bildhauer
- Schmid, Joseph (1862–1937), deutscher Politiker
- Schmid, Joseph Anton (1827–1881), deutscher Geistlicher und Politiker (Zentrum), MdR

### Schmid, Ju
- Schmid, Julia (* 1988), österreichische Kanutin
- Schmid, Julian (* 1989), österreichischer Politiker (Grüne), Abgeordneter zum Nationalrat
- Schmid, Julian (* 1999), deutscher Nordischer Kombinierer
- Schmid, Julius (1854–1935), österreichischer Maler und Zeichner
- Schmid, Julius (1901–1965), deutscher Maler
- Schmid, Jürgen (1944–2013), deutscher Ingenieur
- Schmid, Jürgen (* 1982), deutscher Fußballspieler
- Schmid, Jürgen R. (* 1956), deutscher Industriedesigner